# Timo Gottschalk
Timo Gottschalk (Neuruppin, 28 agosto 1974) è un copilota di rally tedesco, specializzato nei rally raid, vincitore del Rally Dakar 2011 come navigatore del pilota qatariota Nasser Al-Attiyah e del Rally Dakar 2025 con Yazeed Al-Rajhi.

## Biografia
Prima di diventare il navigatore di Nasser Al-Attiyah  era stato co-pilota del connazionale Dieter Depping, con il quale aveva portato a termine due Dakar, una con i camion ed una con le auto (6º posto nel 2009).

## Palmarès

### Rally Dakar
| Anno | Classe | Scuderia                           | Veicolo                      | Pilota            | Pos. | TV |
| ---- | ------ | ---------------------------------- | ---------------------------- | ----------------- | ---- | -- |
| 2007 | Camion | Volkswagen Motorsport              | MAN TGA                      | Dieter Depping    | 26º  | 0  |
| 2009 | Auto   | Volkswagen Motorsport              | Volkswagen Race Touareg 2    | Dieter Depping    | 6°   | 0  |
| 2010 | Auto   | Volkswagen Motorsport              | Volkswagen Race Touareg 2    | Nasser Al-Attiyah | 2º   | 4  |
| 2011 | Auto   | Volkswagen Motorsport              | Volkswagen Race Touareg 3    | Nasser Al-Attiyah | 1º   | 4  |
| 2013 | Auto   | Qatar Red Bull Rally Team          | Demon Jefferies Buggy        | Carlos Sainz      | Rit  | 1  |
| 2014 | Auto   | SMG-Red Bull Rally Team            | SMG Dakar                    | Carlos Sainz      | Rit  | 2  |
| 2015 | Auto   | Yazeed Racing                      | Toyota Hilux                 | Yazeed Al-Rajhi   | Rit  | 1  |
| 2016 | Auto   | Toyota Gazoo Racing South Africa   | Toyota Hilux                 | Yazeed Al-Rajhi   | 11º  | 0  |
| 2017 | Auto   | X-raid Mini John Cooper Works Team | Mini John Cooper Works Rally | Yazeed Al-Rajhi   | 27°  | 0  |
| 2018 | Auto   | X-raid Team                        | Mini John Cooper Works Buggy | Yazeed Al-Rajhi   | Rit  | 0  |
| 2019 | Auto   | X-raid Team                        | Mini John Cooper Works Rally | Yazeed Al-Rajhi   | 7º   | 0  |
| 2020 | Auto   | Orlen X-raid Team                  | Mini John Cooper Works Rally | Jakub Przygoński  | 19°  | 0  |
| 2021 | Auto   | Overdrive Toyota                   | Toyota Hilux                 | Jakub Przygoński  | 4º   | 0  |
| 2022 | Auto   | X-raid Mini JCW Team               | Mini John Cooper Works Buggy | Jakub Przygoński  | 6º   | 0  |
| 2023 | Auto   | Overdrive Racing                   | Toyota Hilux                 | Lucas Moraes      | 3º   | 0  |
| 2024 | Auto   | Overdrive Racing                   | Toyota Hilux                 | Yazeed Al-Rajhi   | Rit  | 0  |
| 2025 | Auto   | Overdrive Racing                   | Toyota Hilux Overdrive Evo   | Yazeed Al-Rajhi   | 1°   | 1  |

### Altri risultati
2008
- al Central Europe Rally con Dieter Depping

2010
- al Silk Way Rally con Nasser Al-Attiyah

2024
- al Abu Dhabi Desert Challenge con Yazeed Al-Rajhi
- 8° al BP Ultimate Rally-Raid Portugal con Yazeed Al-Rajhi
- al Desafío Ruta 40 con Yazeed Al-Rajhi

### Vittorie nel  WRC-2 masters cup
| Nº | Anno | Rally               | Pilota       | Vettura                |
| -- | ---- | ------------------- | ------------ | ---------------------- |
| 1  | 2022 | Rally di Croazia    | Armin Kremer | Škoda Fabia Rally2 Evo |
| 2  | 2022 | Rally di Ypres      | Armin Kremer | Škoda Fabia Rally2 Evo |
| 3  | 2022 | Rally dell'Acropoli | Armin Kremer | Škoda Fabia Rally2 Evo |
| 4  | 2023 | Safari Rally        | Armin Kremer | Škoda Fabia Rally2 Evo |

## Risultati

### WRC
| 1999 | Scuderia | Vettura              |  |  |  |  |  |    |  |  |  |  |  |  |  |  |  |  | Punti | Pos. |
| ---- | -------- | -------------------- |  |  |  |  |  | -- |  |  |  |  |  |  |  |  |  |  | ----- | ---- |
| 1999 |          | Seat Ibiza Cupra Mk2 |  |  |  |  |  | 59 |  |  |  |  |  |  |  |  |  |  | 0     |      |

| 2004 | Scuderia | Vettura                    |  |  |  |  |  |  |  |  |  |  |    |  |  |  |  |  | Punti | Pos. |
| ---- | -------- | -------------------------- |  |  |  |  |  |  |  |  |  |  | -- |  |  |  |  |  | ----- | ---- |
| 2004 |          | Mitsubishi Lancer Evo VIII |  |  |  |  |  |  |  |  |  |  | SQ |  |  |  |  |  | 0     |      |

| 2005 | Scuderia | Vettura                    |  |  |  |  |  |    |     |  |  |  |     |    |  |  |  |  | Punti | Pos. |
| ---- | -------- | -------------------------- |  |  |  |  |  | -- | --- |  |  |  | --- | -- |  |  |  |  | ----- | ---- |
| 2005 |          | Mitsubishi Lancer Evo VIII |  |  |  |  |  | 19 | Rit |  |  |  | Rit | 25 |  |  |  |  | 0     |      |

| 2006 | Scuderia       | Vettura         |    |     |  |    |    |  |    |  |  |  |  |  |  |  |  |  | Punti | Pos. |
| ---- | -------------- | --------------- | -- | --- |  | -- | -- |  | -- |  |  |  |  |  |  |  |  |  | ----- | ---- |
| 2006 | Red Bull Škoda | Škoda Fabia WRC | 13 | Rit |  | 13 | 15 |  | 13 |  |  |  |  |  |  |  |  |  | 0     |      |

| 2007 | Scuderia | Vettura          |  |  |    |  |  |  |  |  |  |  |  |  |  |  |  |  | Punti | Pos. |
| ---- | -------- | ---------------- |  |  | -- |  |  |  |  |  |  |  |  |  |  |  |  |  | ----- | ---- |
| 2007 |          | Citroën C2 S1600 |  |  | 38 |  |  |  |  |  |  |  |  |  |  |  |  |  | 0     |      |

| 2011 | Scuderia                             | Vettura           |  |  |  |  |  |  |  |  |  |  |  |    |     |  |  |  | Punti | Pos. |
| ---- | ------------------------------------ | ----------------- |  |  |  |  |  |  |  |  |  |  |  | -- | --- |  |  |  | ----- | ---- |
| 2011 | Red Bull Škoda Volkswagen Motorsport | Škoda Fabia S2000 |  |  |  |  |  |  |  |  |  |  |  | 18 | Rit |  |  |  | 0     |      |

| 2012 | Scuderia              | Vettura           |  |  |  |  |  |  |  |  |     |  |  |  |  |  |  |  | Punti | Pos. |
| ---- | --------------------- | ----------------- |  |  |  |  |  |  |  |  | --- |  |  |  |  |  |  |  | ----- | ---- |
| 2012 | Volkswagen Motorsport | Škoda Fabia S2000 |  |  |  |  |  |  |  |  | Rit |  |  |  |  |  |  |  | 0     |      |

| 2022 | Scuderia | Vettura                   |  |  |    |     |  |  |  |  |    |    |  |  |  |  |  |  | Punti | Pos. |
| ---- | -------- | ------------------------- |  |  | -- | --- |  |  |  |  | -- | -- |  |  |  |  |  |  | ----- | ---- |
| 2022 |          | Škoda Fabia R5/Rally2 evo |  |  | 20 | Rit |  |  |  |  | 16 | 18 |  |  |  |  |  |  | 0     |      |

| 2023 | Scuderia | Vettura                   |  |  |  |  |     |     |    |  |  |  |  |  |  |  |  |  | Punti | Pos. |
| ---- | -------- | ------------------------- |  |  |  |  | --- | --- | -- |  |  |  |  |  |  |  |  |  | ----- | ---- |
| 2023 |          | Škoda Fabia R5/Rally2 evo |  |  |  |  | Rit | Rit | 13 |  |  |  |  |  |  |  |  |  | 0     |      |

| Legenda | 1º posto | 2º posto | 3º posto | A punti | Senza punti | Ritirato | Squalificato | NP=Non partito C=Gara cancellata | Apice=Power stage |

### S-WRC/WRC-2
| 2011 | Scuderia       | Vettura           |  |  |  |  |  |  |  |  |  |  |  |   |  |  |  |  | Punti | Pos. |
| ---- | -------------- | ----------------- |  |  |  |  |  |  |  |  |  |  |  | - |  |  |  |  | ----- | ---- |
| 2011 | Red Bull Škoda | Škoda Fabia S2000 |  |  |  |  |  |  |  |  |  |  |  | 5 |  |  |  |  | 0     |      |

| 2022 | Scuderia | Vettura                |  |  |    |     |  |  |  |  |   |    |  |  |  |  |  |  | Punti | Pos. |
| ---- | -------- | ---------------------- |  |  | -- | --- |  |  |  |  | - | -- |  |  |  |  |  |  | ----- | ---- |
| 2022 |          | Škoda Fabia Rally2 Evo |  |  | 12 | Rit |  |  |  |  | 8 | 11 |  |  |  |  |  |  | 4     | 46º  |

| 2023 | Scuderia | Vettura                |  |  |  |  |     |     |   |  |  |  |  |  |  |  |  |  | Punti | Pos. |
| ---- | -------- | ---------------------- |  |  |  |  | --- | --- | - |  |  |  |  |  |  |  |  |  | ----- | ---- |
| 2023 |          | Škoda Fabia Rally2 Evo |  |  |  |  | Rit | Rit | 4 |  |  |  |  |  |  |  |  |  | 13    | 25º  |

| Legenda | 1º posto | 2º posto | 3º posto | A punti | Senza punti | Ritirato | Squalificato | NP=Non partito C=Gara cancellata | Apice=Power stage |

### WRC-2 Challenger
| 2023 | Scuderia | Vettura                |  |  |  |  |     |     |   |  |  |  |  |  |  |  |  |  | Punti | Pos. |
| ---- | -------- | ---------------------- |  |  |  |  | --- | --- | - |  |  |  |  |  |  |  |  |  | ----- | ---- |
| 2023 |          | Škoda Fabia Rally2 Evo |  |  |  |  | Rit | Rit | 4 |  |  |  |  |  |  |  |  |  | 12    | 31º  |

| Legenda | 1º posto | 2º posto | 3º posto | A punti | Senza punti | Ritirato | Squalificato | NP=Non partito C=Gara cancellata | Apice=Power stage |

### WRC-2 Masters Cup
| 2022 | Scuderia | Vettura                |  |  |   |     |  |  |  |  |   |   |  |  |  |  |  |  | Punti | Pos. |
| ---- | -------- | ---------------------- |  |  | - | --- |  |  |  |  | - | - |  |  |  |  |  |  | ----- | ---- |
| 2022 |          | Škoda Fabia Rally2 Evo |  |  | 1 | Rit |  |  |  |  | 1 | 1 |  |  |  |  |  |  | 0     |      |

| 2023 | Scuderia | Vettura                |  |  |  |  |     |     |   |  |  |  |  |  |  |  |  |  | Punti | Pos. |
| ---- | -------- | ---------------------- |  |  |  |  | --- | --- | - |  |  |  |  |  |  |  |  |  | ----- | ---- |
| 2023 |          | Škoda Fabia Rally2 Evo |  |  |  |  | Rit | Rit | 1 |  |  |  |  |  |  |  |  |  | 0     |      |

| Legenda | 1º posto | 2º posto | 3º posto | A punti | Senza punti | Ritirato | Squalificato | NP=Non partito C=Gara cancellata | Apice=Power stage |

### Junior WRC/WRC Academy
| 2007 | Scuderia | Vettura          |  |  |   |  |  |  |  |  |  |  |  |  |  |  |  |  | Punti | Pos. |
| ---- | -------- | ---------------- |  |  | - |  |  |  |  |  |  |  |  |  |  |  |  |  | ----- | ---- |
| 2007 |          | Citroën C2 S1600 |  |  | 5 |  |  |  |  |  |  |  |  |  |  |  |  |  | 0     |      |

| 2011 | Scuderia    | Vettura        |  |  |  |  |  |  |  |  |  |  |   |  |  |  |  |  | Punti | Pos. |
| ---- | ----------- | -------------- |  |  |  |  |  |  |  |  |  |  | - |  |  |  |  |  | ----- | ---- |
| 2011 | MC Grünhain | Ford Fiesta R2 |  |  |  |  |  |  |  |  |  |  | 4 |  |  |  |  |  | 0     |      |

| Legenda | 1º posto | 2º posto | 3º posto | A punti | Senza punti | Ritirato | Squalificato | NP=Non partito C=Gara cancellata | Apice=Power stage |

### W2RC
| Anno | Scuderia          | Vettura                      | 1         | 2       | 3       | 4       | 5       | Pos. | Punti |
| ---- | ----------------- | ---------------------------- | --------- | ------- | ------- | ------- | ------- | ---- | ----- |
| 2022 | X-raid Orlen Team | Mini John Cooper Works Buggy | DAK 411   | ABU 32  | MAR Rit | AND Rit |         | 4°   | 58    |
| 2023 | Overdrive Racing  | Toyota Hilux Overdrive Evo   | DAK       | ABU 114 | SON 218 | DES 312 | MAR 113 | 2°   | 162   |
| 2024 | Overdrive Racing  | Toyota Hilux Overdrive Evo   | DAK Rit14 | ABU 212 | ULT 513 | DES 122 | MAR 39  | 2°   | 160   |
| 2025 | Overdrive Racing  | Toyota Hilux Overdrive Evo   | DAK 120   | ABU 191 | SUD     | ULT     | MAR     |      | 73    |